# Pasar Kliwon (plaats)
Pasar Kliwon is een bestuurslaag in het regentschap Surakarta van de provincie Midden-Java, Indonesië. Pasar Kliwon telt 4241 inwoners (volkstelling 2010).